# Пираи-ду-Сул
Пираи-ду-Сул (порт. Piraí do Sul) — муниципалитет в Бразилии, входит в штат Парана. Составная часть мезорегиона Восточно-центральная часть штата Парана. Входит в экономико-статистический  микрорегион Жагуариаива. Население составляет 23 297 человек на 2006 год. Занимает площадь 1403,067 км². Плотность населения — 16,6 чел./км².

## История
Город основан в 1947 году.

## Статистика
- Валовой внутренний продукт на 2003 год составляет 245 524 542,00 реалов (данные: Бразильский институт географии и статистики).
- Валовой внутренний продукт на душу населения на 2003 год составляет 10 892,35 реалов (данные: Бразильский институт географии и статистики).
- Индекс развития человеческого потенциала на 2000 год составляет 0,730 (данные: Программа развития ООН).

## География
Климат местности: субтропический. В соответствии с классификацией Кёппена, климат относится к категории Cfa.